# イヴリン・キース
イヴリン・キース（Evelyn Keyes, 1916年11月20日 - 2008年7月4日）は、テキサス州ポートアーサー出身の女優。イブリン・キースとも表記されている。

## 来歴
2歳で父親が死に、母親に育てられた。18歳でセシル・B・デミルに見いだされる。しかし南部訛りがひどく出番を与えられなかったため、コロンビア ピクチャーズ社へ移る。B級映画に出演し続けたが、自身が自伝Scarlett O'Hara's Younger Sisterで書いているように、映画『風と共に去りぬ』でスカーレット・オハラの妹スエレンを演じたことで知られる。しかし、この映画に出演した俳優らが有名になっていく中で、イヴリンは脇役としてキャリアを積んだ。1956年に映画界から引退。
俳優としてより、華やかな私生活で知られた。最初の夫バートン・ベインブリッジは実業家。2度目は映画監督チャールズ・ヴィダー（1943年-1945年）。3度目は映画監督ジョン・ヒューストン（1946年-1950年）。4度目はジャズバンドリーダー、アーティ・ショー（ラナ・ターナーやエヴァ・ガードナーの元夫で知られる）（1957年-1985年）。ヒューストンと離婚後、映画プロデューサーであるマイク・トッドと夫婦同然であったが、エリザベス・テイラーに夢中になったトッドに捨てられる形となった。
4度の結婚で子供はいない。
2008年7月4日、癌のためカリフォルニア州南部サンタバーバラ近郊の自宅で死去。91歳。

## 映画出演作品
- 風と共に去りぬ Gone with the Wind (1939年)
- 大平原 Union Pacific (1939年)
- 幽霊紐育を歩く Here Comes Mr. Jordan (1941年)
- ジョルスン物語 The Jolson Story (1946年)
- 七年目の浮気 The Seven Year Itch (1955年)
- 八十日間世界一周 Around the World in Eighty Days (1956年)